# Parlamentswahl in Spanien 2008
- NaBai: 1
- IU: 2
- BNG: 2
- ERC: 3
- PSOE: 169
- UPYD: 1
- CC: 2
- EAJ/PNV: 6
- CiU: 10
- PP: 154

- BNG: 1
- PSM: 1
- PSOE–ERC–ICV–EUiA: 123
- Unabh.: 1
- PAR: 1
- CC: 2
- EAJ/PNV: 4
- CiU: 7
- PP: 124

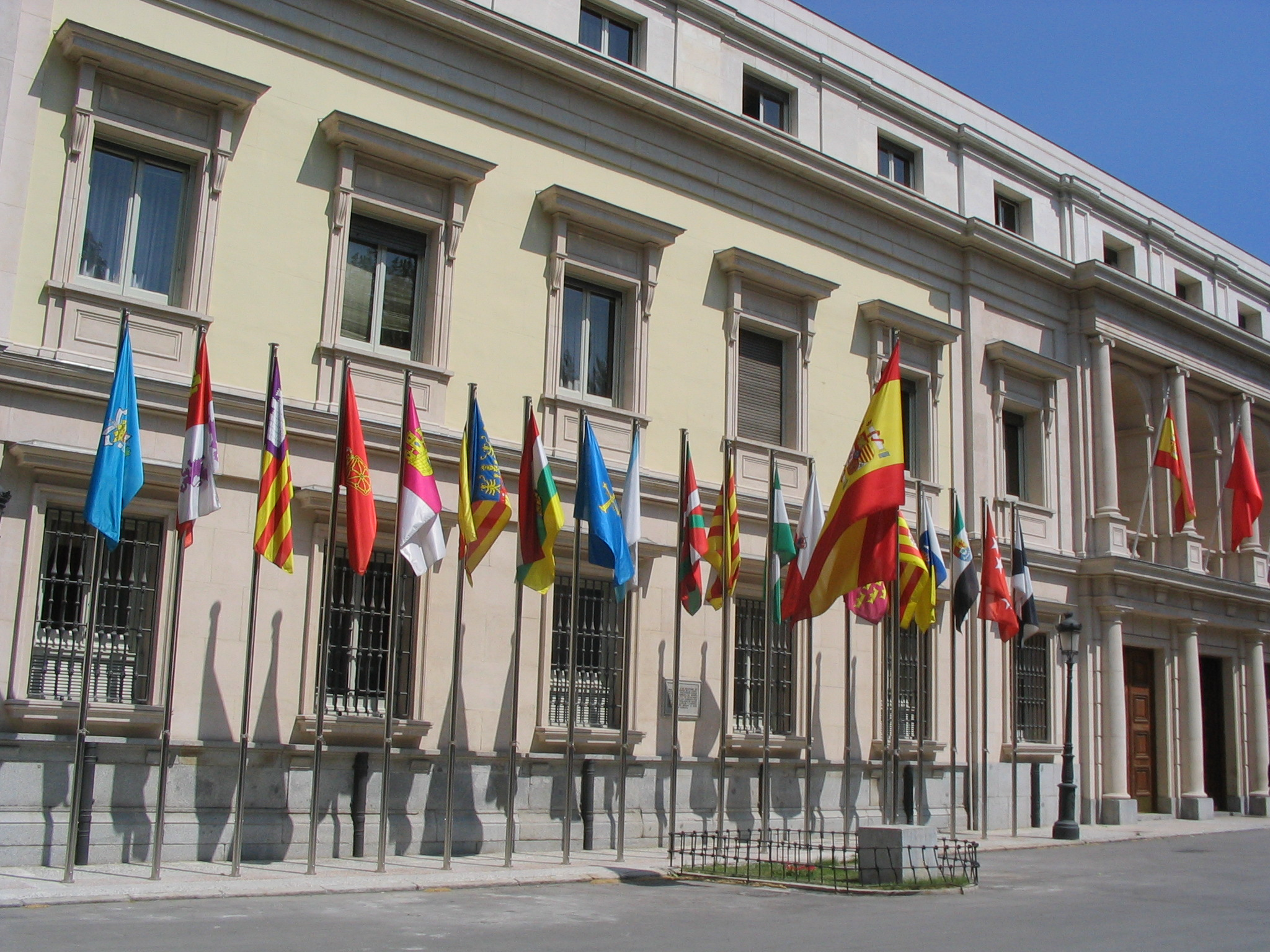
Die Flaggen der Autonomen Gemeinschaften Spaniens vor dem Senatsgebäude

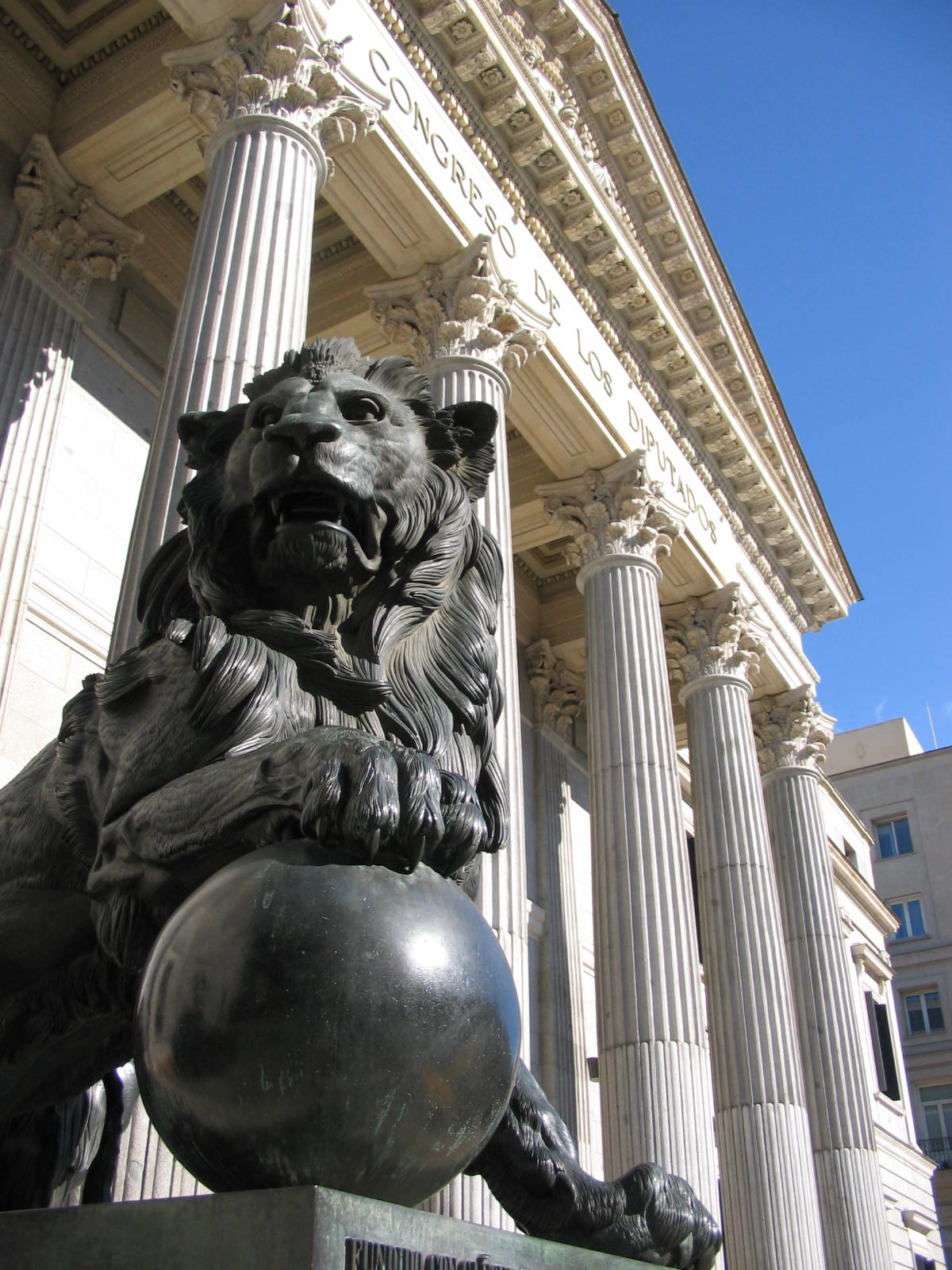
Löwe vor dem Kongress

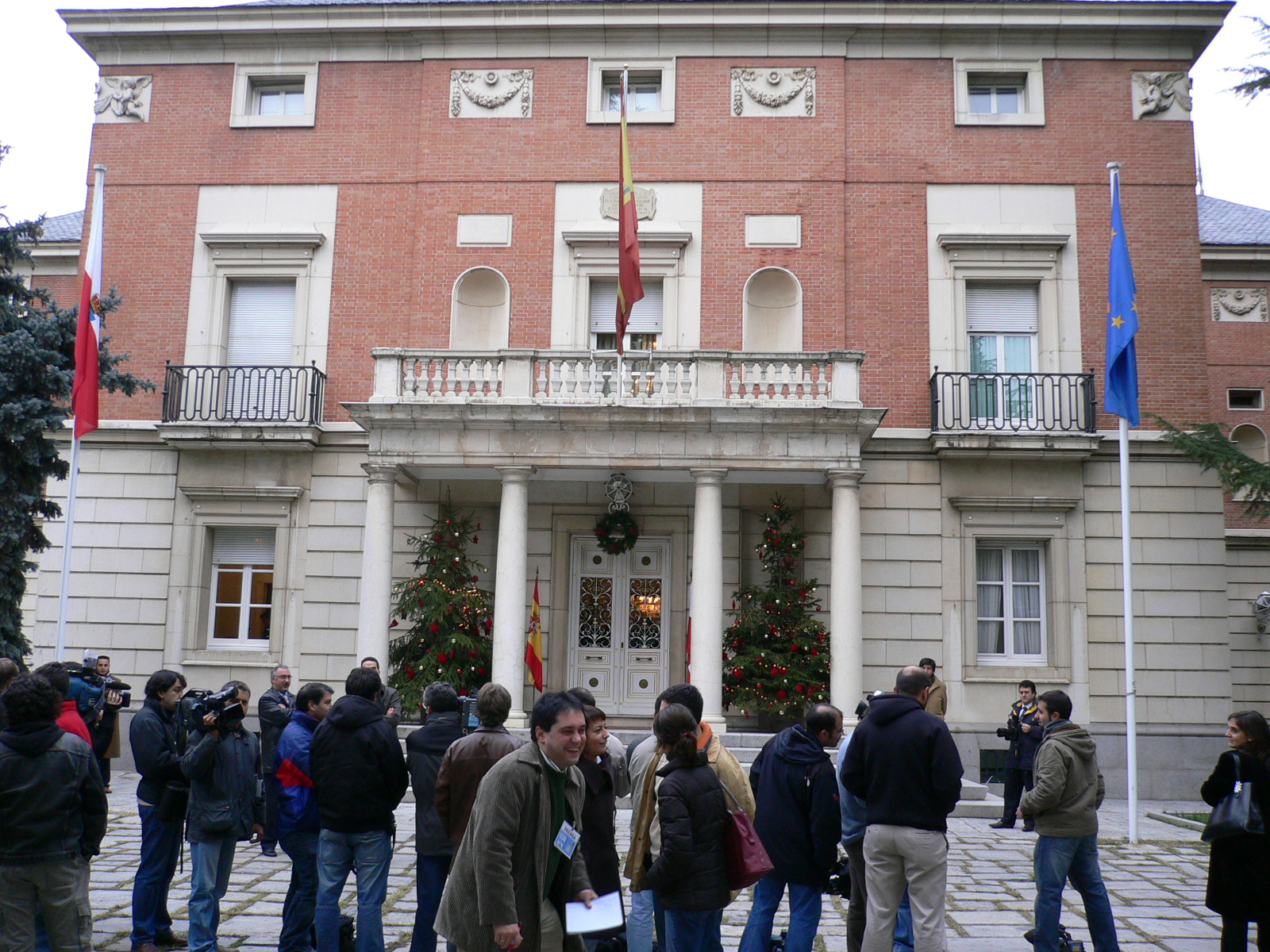
Palacio de la Moncloa, Amtssitz des Spanischen Ministerpräsidenten

Die Parlamentswahl in Spanien 2008 fand am 9. März statt, um die beiden Kammern des Parlaments (Cortes Generales) zu erneuern. Gewählt wurden die 350 Abgeordneten des Abgeordnetenhauses (Congreso de los Diputados) und 208 der 264 Mitglieder des Senats (Senado). Zum zweiten Mal nach den Wahlen von 2004 standen sich der amtierende spanische Ministerpräsident José Luis Rodríguez Zapatero von der Spanischen Sozialistischen Arbeiterpartei (PSOE) und Oppositionsführer Mariano Rajoy von der Volkspartei (PP) gegenüber. Insgesamt haben sich 108 Parteien um Mandate im Kongress (Congreso de los Diputados) und im Senat (Senado) beworben. In der abgelaufenen VIII. Legislatur waren 14 von ihnen im Parlament vertreten. Wahlberechtigt waren 35 Millionen Spanier.

## Ausgangslage
Vor den Wahlen von 2004 regierte José María Aznar (Kabinett Aznar II) von der Volkspartei (PP). Aznar hatte jedoch bereits bei seinem Wahlsieg 1996 angekündigt, für maximal 2 Legislaturperioden zur Verfügung zu stehen. Dennoch sprachen die meisten Umfragen für einen Wahlsieg der PP.
Nur drei Tage vor der Wahl, am 11. März, kam es zu den Terroranschlägen im Madrider Bahnhof Atocha mit 191 Toten. Die Regierung Aznar versuchte, ohne Anhaltspunkte dafür zu haben, die Urheberschaft der baskischen Terrororganisation ETA zuzuschreiben. Schnell wurde klar, dass islamistische Terroristen diesen Anschlag verübt hatten, um gegen den Irak-Einsatz der spanischen Armee zu protestieren, der in der spanischen Öffentlichkeit nie einen großen Rückhalt hatte. Diese Ereignisse führten zu einem Meinungsumschwung in der Öffentlichkeit und werden als Hauptgrund für die Wahlniederlage der PP angesehen.
Aus den Wahlen vom 14. März 2004 gingen die Sozialisten (PSOE) als stärkste Kraft hervor und gewannen 164 der 350 Sitze im spanischen Kongress. Im Senat wurde die PSOE mit 81 Sitzen nur zweitstärkste Partei hinter der Volkspartei mit 102 Senatoren. Mit den Stimmen der Vereinigten Linken (Izquierda Unida, IU) wurde José Luis Rodríguez Zapatero zum Ministerpräsidenten gewählt. Im Anschluss bildete er das Kabinett Zapatero I, das von Anfang an nur aus Mitgliedern seiner eigenen Partei bestand.
Die bestimmenden Themen der VIII. Legislatur (2004–2008) waren der Rückzug der spanischen Truppen aus dem Irak, die inzwischen gescheiterten Friedensverhandlungen mit der ETA, die Einführung der gleichgeschlechtlichen Ehe und der daraus resultierenden scharfen Auseinandersetzung mit der Katholischen Kirche, mehrfache Legalisierungen des Aufenthaltsstatus großer Zahlen illegaler Einwanderer sowie die Stärkung der Autonomen Gemeinschaften (inklusive der Anerkennung Kataloniens als Nation innerhalb des spanischen Staates). Diese Projekte wurden mit wechselnden Mehrheiten durchgesetzt. Außerdem war die VIII. Legislatur durch Verschwörungstheorien hinsichtlich der Urheberschaft der Attentate vom 11. März 2004 geprägt, die von der PP nahestehenden Medien (vor allem El Mundo) verbreitet wurden. Gestützt auf unbedeutende Ungereimtheiten in den Untersuchungen wurde versucht, eine Beteiligung der ETA zu konstruieren.
Der Wahlkampf war wie die gesamte vorangegangene Legislatur von einer außergewöhnlichen Schärfe in der politischen Auseinandersetzung geprägt. Dies führte – neben den Umfragen, die ein Kopf-an-Kopf-Rennen der großen Parteien PSOE und PP prognostizierten – dazu, dass sich die Berichterstattung der Medien in der Wahlkampagne auf diese beiden Kräfte und ihre Spitzenkandidaten Zapatero und Rajoy konzentrierte, was von den kleinen Parteien kritisiert wurde.

## Parteien und Parteienkoalitionen

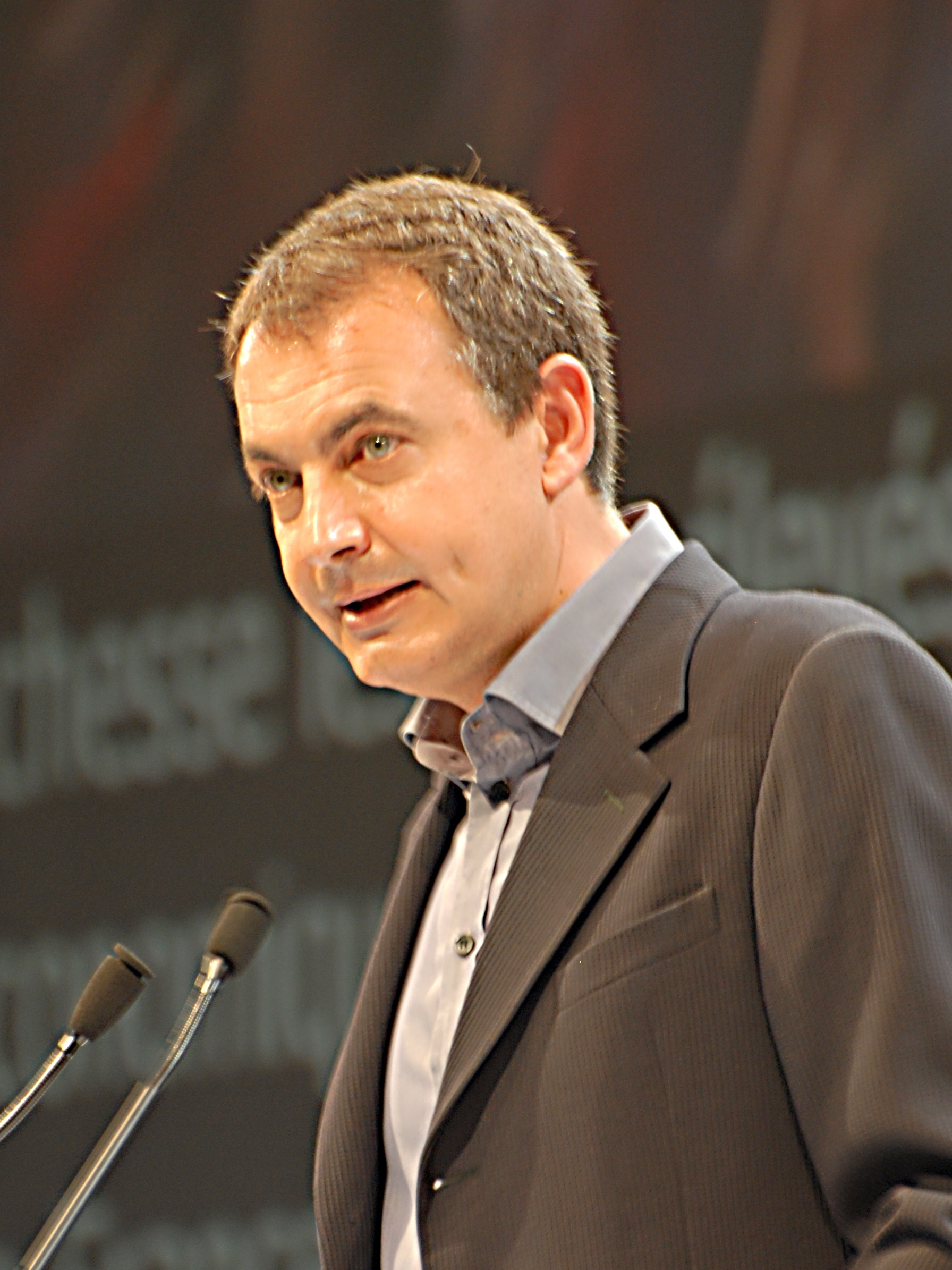
Zapatero (PSOE)

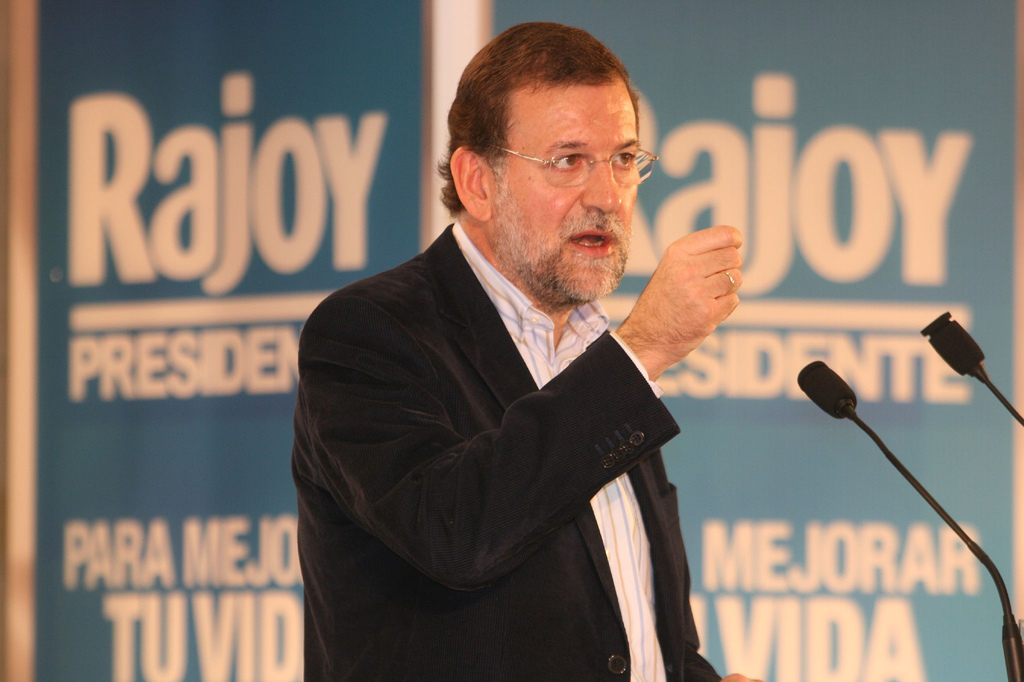
Rajoy (PP)

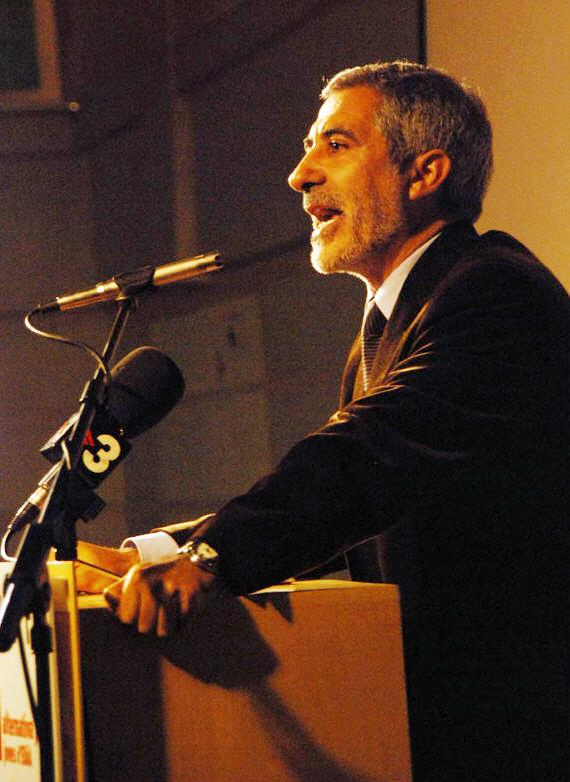
Llamazares (Izquierda Unida)

### PSOE
Die Regierungspartei PSOE (Sozialdemokraten) stellte den bisherigen Ministerpräsidenten Zapatero als Spitzenkandidaten auf. Der Slogan für die Kampagne 2008 war „Con Z de Zapatero“ („Mit Z wie Zapatero“) und nimmt selbstironisch Bezug auf das eigenartige Lispeln des Spitzenkandidaten.
Zapatero versprach, die Vermögenssteuer zu senken, weil dies v. a. den Haushalten mit mittlerem Einkommen zugute komme und die gehobeneren Einkommensklassen ohnehin Mittel und Wege kennen, diese zu umgehen. Ferner versprach er, die Renten auf 850 Euro für Personen mit Partnern und 700 Euro für verwitwete anzuheben. Der Mindestlohn soll bei seiner Wiederwahl auf 600 Euro und bis zum Ende seiner zweiten Legislatur (2012) auf 800 Euro steigen. Er spricht sich gegen Fremdenfeindlichkeit und Homophobie aus.

### Partido Popular
Die Volkspartei (PP) schickte zum zweiten Mal Mariano Rajoy als Herausforderer von Zapatero ins Rennen.
Rajoy versprach, die Einkommen von Arbeitnehmern und Rentnern mit weniger als 16.000 Euro im Jahr von der Einkommensteuer zu befreien. 2008 lag diese Freigrenze in Spanien bei 8.000 Euro (Deutschland: 7.664 Euro im Jahr, Österreich: 10.000 Euro im Jahr, Schweiz: kantonal unterschiedlich). Außerdem wollte er 2,2 Millionen neue Arbeitsplätze schaffen und die Beschäftigungsquote bei den Frauen bis 2011 auf 68 % anheben. Dafür sollten 400.000 Kindertagesplätze geschaffen werden.
Nach französischem Vorbild wollte er einen „Vertrag für die Einwanderer“ schaffen, der Migranten aus außereuropäischen Drittländern offenstehen sollte, die sich in Spanien endgültig niederlassen wollen und zur Integration bereit sind. Sie sollten sich verpflichten, die spanischen Gesetze zu achten, ggf. Spanisch zu lernen und die spanischen Sitten und Gebräuche anzunehmen. Allerdings wurde nur undeutlich umschrieben, was die „spanischen Sitten und Gebräuche“ sein sollten (genannt wurden z. B. das Verbot der weiblichen Beschneidung und das Verbot der Polygamie). Spanien erlebt seit Jahren eine starke Einwanderung aus Afrika (v. a. aus Nordafrika) und Lateinamerika, die besonders in der Landwirtschaft und im spanischen Bausektor den aufgrund des Wirtschaftsbooms von 2003 bis 2008 dringenden Bedarf an Arbeitskräften deckt.
Die Volkspartei entschied vor den Wahlen, eine Entscheidung des Obersten Gerichtshofes zur Gleichgeschlechtlichen Ehe abzuwarten, bevor über die genauen Umstände einer Rücknahme dieses Gesetzes zu diskutieren sei.
In der Gesundheitspolitik sollte die Wartezeit auf chirurgische Operationen auf 30 Tage gesenkt werden, und die zahnmedizinische Behandlung sollte weiterhin kostenfrei bleiben.

### Izquierda Unida
Die Izquierda Unida (Vereinigte Linke) ist ein Parteienbündnis aus unterschiedlichen linken, kommunistischen und linksökologischen Parteien. Größte Partei im Bündnis ist der PCE, die Kommunistische Partei Spaniens. Sie ist die drittgrößte politische Kraft im Land. Sie stützte die bisherige Minderheitsregierung der Sozialdemokraten und geht mit Gaspar Llamazares als Spitzenkandidat in die Wahl.
Themen ihres Wahlprogramms sind die Verankerung des Laizismus in der Erziehung, ein Beitrag von 0,7 % des BIP an Entwicklungsländer, der Ausbau des Sozialstaates und „demokratische Reformen“.

### Convergència i Unió (CiU)
Die Convergència i Unió (CiU) (Konvergenz und Einheit) ist ein katalanisches Parteienbündnis von liberalen und christdemokratischen Parteien. Sie ist die einzige rechtsliberale Kraft in Spanien. In der VIII. Legislatur war CiU in Fraktionsstärke im Congreso vertreten.
Spitzenkandidat der CiU ist Josep Antoni Duran i Lleida.

### Esquerra Republicana de Catalunya (ERC)
Die Esquerra Republicana de Catalunya (ERC) (Republikanische Linke Kataloniens) ist eine katalanische Mitte-links-Partei. Sie tritt für die Unabhängigkeit Groß-Kataloniens ein (d. h. einschließlich Valencias und der katalanischen Gebiete in Frankreich). Die Partei ist Teil der Regierungskoalition in Katalonien.
Mit ihren 8 Abgeordneten stützte sie die Regierung Zapatero.
Spitzenkandidat ist Joan Ridao.

### Partido Nacionalista Vasco (PNV)
Die Baskische Nationalistische Partei (PNV) ist eine christlich-konservative, bürgerlich-nationalistische baskische Partei, die eine stärkere Autonomie des Baskenlandes befürwortet. Sie führt in der Autonomen Gemeinschaft Baskenland eine Minderheitsregierung an, an der außerdem Eusko Alkartasuna (EA) und die IU beteiligt sind.

### Übrige bisher im Parlament vertretene Parteien
Eine Reihe weiterer Parteien gewann 2004 Sitze im Parlament. Diese traten alle nur regional an und bildeten, mit Ausnahme der ICV, die Gemischte Fraktion (Grupo Mixto) im Congreso. Folgende Parteien oder Bündnisse treten an: Coalición Canaria (CC) zusammen mit dem Partido Nacionalista Canario (PNC), Iniciativa per Catalunya Verds (ICV) zusammen mit der Esquerra Unida i Alternativa (EUiA), Bloque Nacionalista Galego (BNG),
Chunta Aragonesista (CHA), Eusko Alkartasuna (EA) und Nafarroa Bai (Na-Bai)

## Attentat vom 7. März 2008
Nach dem Scheitern der Friedensverhandlungen der Regierung Zapatero mit der baskischen Untergrundbewegung ETA erklärte diese schon im Vorfeld die Wahlen vom 9. März 2008 für illegal.
Am 7. März 2008, nur zwei Tage vor der Wahl, erschoss die ETA in Mondragón in der baskischen Provinz Gipuzkoa den ehemaligen PSOE-Stadtrat Isaías Carrasco vor den Augen seiner Frau und seiner Tochter.
Sämtliche Parteien erklärten daraufhin den Wahlkampf für beendet. Am Abend des 7. März versprach der Oppositionsführer Rajoy anlässlich eines Solidaritätsbesuches in Mondragón, mit der ETA ein für alle Mal aufzuräumen. Zapatero forderte die Verantwortlichen des Attentates an einer Medienkonferenz in Madrid auf, die Verantwortung für ihre Taten zu übernehmen und sich der Justiz zu stellen.
Am 8. März 2008 mittags fand auf dem Rathausplatz von Mondragón in Anwesenheit der 19-jährigen Tochter des Ermordeten eine Solidaritätskundgebung statt. Sie gab hier eine bewegende Erklärung ab. Dabei bezeichnete sie die Mörder als „Feiglinge“ und „Hurensöhne“. Weiter sagte sie: „Wer sich mit unserem Schmerz solidarisieren will, soll am Sonntag zur Wahl gehen. […] Wir werden keinen Schritt zurückweichen.“

## Wahlbeteiligung
Die beiden Spitzenkandidaten Zapatero und Rajoy gaben am Vormittag des 9. März gegen 10 Uhr 30 in Madrid ihre Stimmen ab. Zapatero sagte dabei in Hinblick auf den Terroranschlag von Freitag: „Die Demokratie wird gestärkt, wenn alle Bürger zu den Wahlen gehen.“ Rajoy forderte die Spanier auf zu wählen, und „dabei an sich selbst und an die Zukunft ihres Landes zu denken, welches Spanien ist.“
Der Kandidat der Vereinigten Linken, Llamazares, der ebenfalls vormittags in Madrid seine Stimme abgab, zeigte sich überzeugt, dass die Bürger Spaniens mit ihrer Wahl der „ETA eine Lektion erteilen“ werden.
Insgesamt haben 75,33 % der wahlberechtigten Spanier ihre Stimmen abgegeben. Damit lag die Wahlbeteiligung um 0,33 Prozentpunkte tiefer als vor 4 Jahren.

## Ergebnisse

### Congreso de los Diputados

Wahlkreise

Der Spanische Kongress (Congreso de los Diputados) ist das Unterhaus (Cámara Baja) des spanischen Parlamentes (ähnlich dem Deutschen Bundestag und dem Österreichischen und Schweizer Nationalrat). Er ist die Volksvertretung und wird alle vier Jahre in freien und geheimen Wahlen von den spanischen Bürgern innerhalb und außerhalb Spaniens gewählt, dabei kommt eine Form der Verhältniswahl zur Anwendung, die große Parteien und Regionalparteien begünstigt (siehe Spanisches Wahlsystem). Der Kongress wählt den Ministerpräsidenten mit absoluter Mehrheit im ersten Wahlgang oder mit einfacher Mehrheit im zweiten Wahlgang.
| Listen                                                     | Listen                                                         | Stimmen    | %    | +/-  | Mandate | +/- |
| ---------------------------------------------------------- | -------------------------------------------------------------- | ---------- | ---- | ---- | ------- | --- |
|                                                            | Partido Socialista Obrero Español (PSOE) a                     | 11.289.335 | 43,9 | +1,3 | 169     | +5  |
|                                                            | Partido Popular (PP) b                                         | 10.278.010 | 39,9 | +2,2 | 154     | +6  |
|                                                            | Izquierda Unida (IU)                                           | 969.946    | 3,8  | −1,2 | 2       | −3  |
|                                                            | Convergència i Unió (CiU)                                      | 779.425    | 3,0  | −0,2 | 10      | ±0  |
|                                                            | Eusko Alderdi Jeltzalea (EAJ/PNV)                              | 306.128    | 1,2  | −0,4 | 6       | −1  |
|                                                            | Unión Progreso y Democracia (UPyD)                             | 306.079    | 1,2  | Neu  | 1       | Neu |
|                                                            | Esquerra Republicana de Catalunya (ERC) c                      | 298.139    | 1,2  | −1,4 | 3       | −5  |
|                                                            | Bloque Nacionalista Galego (BNG)                               | 212.543    | 0,8  | ±0   | 2       | ±0  |
|                                                            | Coalición Canaria – Partido Nacionalista Canario               | 174.629    | 0,7  | −0,2 | 2       | −1  |
|                                                            | Coalición Andalucista (PA – PSA – IA – Sonstige)               | 68.679     | 0,3  | –0,5 | –       | ±0  |
|                                                            | Nafarroa Bai (Na-Bai)                                          | 62.398     | 0,2  | ±0,0 | 1       | ±0  |
|                                                            | Eusko Alkartasuna (EA)                                         | 50.371     | 0,2  | −0,1 | –       | −1  |
|                                                            | Verdes                                                         | 49.355     | 0,2  | ±0,0 | –       | ±0  |
|                                                            | Ciudadanos                                                     | 46.313     | 0,2  | Neu  | –       | Neu |
|                                                            | Partido Antitaurino Contra el Maltrato Animal                  | 44.795     | 0,2  | Neu  | –       | Neu |
|                                                            | Partido Aragonés                                               | 40.054     | 0,2  | ±0,0 | –       | ±0  |
|                                                            | Chunta Aragonesista (CHA)                                      | 38.202     | 0,1  | −0,2 | –       | −1  |
|                                                            | Nueva Canarias – Centro Canario Nacionalista                   | 38.024     | 0,1  | N/A  | –       | ±0  |
|                                                            | Los Verdes – Grupo Verde                                       | 30.840     | 0,1  | ±0,0 | –       | ±0  |
|                                                            | Aralar                                                         | 29.989     | 0,1  | ±0,0 | –       | ±0  |
|                                                            | Bloc Nacionalista Valencià                                     | 29.760     | 0,1  | ±0,0 | –       | ±0  |
|                                                            | Unidad por las Islas (PSM-EN – UM – Entesa – Los Verdes – ERC) | 25.454     | 0,1  | –0,1 | –       | ±0  |
|                                                            | Por un Mundo más Justo                                         | 23.318     | 0,1  | Neu  | –       | Neu |
|                                                            | Los Verdes de Europa                                           | 20.419     | 0,1  | ±0,0 | –       | ±0  |
|                                                            | Partido Social Demócrata                                       | 20.126     | 0,1  | Neu  | –       | Neu |
|                                                            | Partido Comunista de los Pueblos de España                     | 20.030     | 0,1  | ±0,0 | –       | ±0  |
|                                                            | Ciudadanos En Blanco                                           | 14.193     | 0,1  | –0,1 | –       | ±0  |
|                                                            | Falange Española de las JONS                                   | 14.023     | 0,1  | ±0,0 | –       | ±0  |
|                                                            | Democracia Nacional                                            | 12.836     | 0,0  | ±0,0 | –       | ±0  |
|                                                            | Els Verds – L’Alternativa Ecologista                           | 12.561     | 0,0  | –0,1 | –       | ±0  |
|                                                            | Partido Familia y Vida                                         | 9.882      | 0,0  | ±0,0 | –       | ±0  |
|                                                            | Partido Humanista                                              | 9.056      | 0,0  | ±0,0 | –       | ±0  |
|                                                            | Sonstige                                                       | 123.772    | 0,5  | ±0,0 | –       | ±0  |
| Votos en blanco d                                          | Votos en blanco d                                              | 286.182    | 1,1  | –0,5 | –       | –   |
| Gesamt                                                     | Gesamt                                                         | 25.734.863 | 100  |      | 350     | –   |
|                                                            |                                                                |            |      |      |         |     |
| Ungültige Stimmen                                          | Ungültige Stimmen                                              | 165.576    | 0,6  | –0,4 |         |     |
| Wähler                                                     | Wähler                                                         | 25.900.439 | 73,8 | –1,8 |         |     |
| Wahlberechtigte                                            | Wahlberechtigte                                                | 35.073.179 |      |      |         |     |
|                                                            |                                                                |            |      |      |         |     |
| Quellen: Junta electoral central – Ministerio del interior |                                                                |            |      |      |         |     |

#### Ergebnisse nach Provinzen
| Wahlkreis                                                              | Partei | Stimmen | %       | Abgeordnete | +/- |
| ---------------------------------------------------------------------- | ------ | ------- | ------- | ----------- | --- |
| Almería 6 Abgeordnete (einer mehr als in den Parlamentswahlen 2004)    | PP     | 161.366 | 50,73 % | 3           | +1  |
| Almería 6 Abgeordnete (einer mehr als in den Parlamentswahlen 2004)    | PSOE   | 131.131 | 41,23 % | 3           | =   |
| Cádiz 9 Abgeordnete                                                    | PSOE   | 326.133 | 51,03 % | 5           | −1  |
| Cádiz 9 Abgeordnete                                                    | PP     | 244.844 | 38,31 % | 4           | +1  |
| Córdoba 6 Abgeordnete (einer weniger als in den Parlamentswahlen 2004) | PSOE   | 243.959 | 50,71 % | 4           | =   |
| Córdoba 6 Abgeordnete (einer weniger als in den Parlamentswahlen 2004) | PP     | 181.512 | 37,73 % | 2           | −1  |
| Granada 7 Abgeordnete                                                  | PSOE   | 258.046 | 49,56 % | 4           | =   |
| Granada 7 Abgeordnete                                                  | PP     | 216.167 | 41,51 % | 3           | =   |
| Huelva 5 Abgeordnete                                                   | PSOE   | 148.710 | 55,61 % | 3           | =   |
| Huelva 5 Abgeordnete                                                   | PP     | 93.748  | 35,06 % | 2           | =   |
| Jaén 6 Abgeordnete                                                     | PSOE   | 228.319 | 55,39 % | 4           | =   |
| Jaén 6 Abgeordnete                                                     | PP     | 150.881 | 36,60 % | 2           | =   |
| Málaga 10 Abgeordnete                                                  | PSOE   | 353.363 | 46,73 % | 5           | −1  |
| Málaga 10 Abgeordnete                                                  | PP     | 326.721 | 43,21 % | 5           | +1  |
| Sevilla 12 Abgeordnete                                                 | PSOE   | 623.239 | 58,06 % | 8           | =   |
| Sevilla 12 Abgeordnete                                                 | PP     | 338.426 | 31,53 % | 4           | =   |

| Huesca 3 Abgeordnete    | PSOE | 61.978  | 47,43 % | 2 | =  |
| Huesca 3 Abgeordnete    | PP   | 49.388  | 37,80 % | 1 | =  |
| Teruel 3 Abgeordnete    | PSOE | 37.784  | 44,14 % | 2 | =  |
| Teruel 3 Abgeordnete    | PP   | 34.127  | 39,87 % | 1 | =  |
| Saragossa 7 Abgeordnete | PSOE | 251.881 | 46,30 % | 4 | +1 |
| Saragossa 7 Abgeordnete | PP   | 198.710 | 36,53 % | 3 | =  |
| Saragossa 7 Abgeordnete | CHA  |         |         | – | −1 |

| Asturien 8 Abgeordnete | PSOE | 310.319 | 46,26 % | 4 | = |
| Asturien 8 Abgeordnete | PP   | 282.306 | 42,08 % | 4 | = |

| Balearische Inseln 8 Abgeordnete | PSOE | 207.639 | 44,12 % | 4 | = |
| Balearische Inseln 8 Abgeordnete | PP   | 207.273 | 44,04 % | 4 | = |

| Las Palmas 8 Abgeordnete             | PSOE       | 213.056 | 42,51 % | 4 | +1 |
| Las Palmas 8 Abgeordnete             | PP         | 200.211 | 39,94 % | 4 | =  |
| Las Palmas 8 Abgeordnete             | CC-PNC-PIL |         |         | – | −1 |
| Santa Cruz de Tenerife 7 Abgeordnete | PSOE       | 174.082 | 36,64 % | 3 | =  |
| Santa Cruz de Tenerife 7 Abgeordnete | PP         | 146.585 | 30,85 % | 2 | =  |
| Santa Cruz de Tenerife 7 Abgeordnete | CC-PNC     | 134.499 | 28,31 % | 2 | =  |

| Kantabrien 5 Abgeordnete | PP   | 182.602 | 50,19 % | 3 | = |
| Kantabrien 5 Abgeordnete | PSOE | 158.009 | 43,43 % | 2 | = |

| Albacete 4 Abgeordnete                                             | PP   | 113.317 | 47,55 % | 2 | =  |
| Albacete 4 Abgeordnete                                             | PSOE | 108.451 | 45,51 % | 2 | =  |
| Ciudad Real 5 Abgeordnete                                          | PP   | 148.038 | 47,85 % | 3 | +1 |
| Ciudad Real 5 Abgeordnete                                          | PSOE | 144.114 | 46,58 % | 2 | −1 |
| Cuenca 3 Abgeordnete                                               | PP   | 66.128  | 49,96 % | 2 | =  |
| Cuenca 3 Abgeordnete                                               | PSOE | 59.671  | 45,08 % | 1 | =  |
| Guadalajara 3 Abgeordnete                                          | PP   | 67.453  | 50,77 % | 2 | =  |
| Guadalajara 3 Abgeordnete                                          | PSOE | 54.468  | 40,99 % | 1 | =  |
| Toledo 6 Abgeordnete (einer mehr als in den Parlamentswahlen 2004) | PP   | 200.662 | 51,36 % | 3 | =  |
| Toledo 6 Abgeordnete (einer mehr als in den Parlamentswahlen 2004) | PSOE | 167.423 | 42,85 % | 3 | +1 |

| Ávila 3 Abgeordnete                                                  | PP   | 66.768  | 59,18 % | 2 | =  |
| Ávila 3 Abgeordnete                                                  | PSOE | 38.875  | 34,46 % | 1 | =  |
| Burgos 4 Abgeordnete                                                 | PP   | 116.170 | 50,69 % | 2 | =  |
| Burgos 4 Abgeordnete                                                 | PSOE | 92.388  | 40,31 % | 2 | =  |
| León 5 Abgeordnete                                                   | PSOE | 158.870 | 49,50 % | 3 | =  |
| León 5 Abgeordnete                                                   | PP   | 140.733 | 43,85 % | 2 | =  |
| Palencia 3 Abgeordnete                                               | PP   | 58.031  | 49,89 % | 2 | =  |
| Palencia 3 Abgeordnete                                               | PSOE | 50.530  | 43,44 % | 1 | =  |
| Salamanca 4 Abgeordnete                                              | PP   | 125.139 | 54,57 % | 2 | =  |
| Salamanca 4 Abgeordnete                                              | PSOE | 89.647  | 39,09 % | 2 | =  |
| Segovia 3 Abgeordnete                                                | PP   | 53.152  | 53,54 % | 2 | =  |
| Segovia 3 Abgeordnete                                                | PSOE | 38.654  | 38,94 % | 1 | =  |
| Soria 2 Abgeordnete (einer weniger als in den Parlamentswahlen 2004) | PP   | 27.525  | 50,16 % | 1 | −1 |
| Soria 2 Abgeordnete (einer weniger als in den Parlamentswahlen 2004) | PSOE | 23.155  | 42,20 % | 1 | =  |
| Valladolid 5 Abgeordnete                                             | PP   | 171.188 | 49,39 % | 3 | =  |
| Valladolid 5 Abgeordnete                                             | PSOE | 147.461 | 42,54 % | 2 | =  |
| Zamora 3 Abgeordnete                                                 | PP   | 66.699  | 52,19 % | 2 | =  |
| Zamora 3 Abgeordnete                                                 | PSOE | 53.723  | 42,04 % | 1 | =  |

| Barcelona 31 Abgeordnete | PSC-PSOE | 1.295.940 | 46,72 % | 16 | +2 |
| Barcelona 31 Abgeordnete | CiU      | 544.151   | 19,62 % | 7  | +1 |
| Barcelona 31 Abgeordnete | PP       | 466.345   | 16,81 % | 5  | =  |
| Barcelona 31 Abgeordnete | ERC      | 183.538   | 6,62 %  | 2  | −2 |
| Barcelona 31 Abgeordnete | ICV-EUiA | 154.339   | 5,57 %  | 1  | −1 |
| Girona 6 Abgeordnete     | PSC-PSOE | 131.008   | 39,51 % | 3  | +1 |
| Girona 6 Abgeordnete     | CiU      | 90.379    | 27,26 % | 2  | =  |
| Girona 6 Abgeordnete     | ERC      | 43.829    | 13,22 % | 1  | −1 |
| Lleida 4 Abgeordnete     | PSC-PSOE | 77.870    | 36,99 % | 2  | =  |
| Lleida 4 Abgeordnete     | CiU      | 60.513    | 28,75 % | 1  | =  |
| Lleida 4 Abgeordnete     | PP       | 31.721    | 15,07 % | 1  | +1 |
| Lleida 4 Abgeordnete     | ERC      |           |         | –  | −1 |
| Tarragona 6 Abgeordnete  | PSC-PSOE | 167.959   | 44,87 % | 4  | +1 |
| Tarragona 6 Abgeordnete  | CiU      | 79.274    | 21,18 % | 1  | =  |
| Tarragona 6 Abgeordnete  | PP       | 66.571    | 17,78 % | 1  | =  |
| Tarragona 6 Abgeordnete  | ERC      |           |         | –  | −1 |

| Ceuta 1 diputado | PP | 19.902 | 55,45 % | 1 | = |

| Alicante 12 Abgeordnete (einer mehr als in den Parlamentswahlen 2004) | PP        | 488.323 | 52,57 % | 7 | +1 |
| Alicante 12 Abgeordnete (einer mehr als in den Parlamentswahlen 2004) | PSPV-PSOE | 380.305 | 40,94 % | 5 | =  |
| Castellón 5 Abgeordnete                                               | PP        | 155.225 | 49,08 % | 3 | =  |
| Castellón 5 Abgeordnete                                               | PSPV-PSOE | 139.395 | 44,08 % | 2 | =  |
| Valencia 16 Abgeordnete                                               | PP        | 767.504 | 51,74 % | 9 | +1 |
| Valencia 16 Abgeordnete                                               | PSPV-PSOE | 594.273 | 40,07 % | 7 | =  |
| Valencia 16 Abgeordnete                                               | EUPV-IR   |         |         | – | −1 |

| Badajoz 6 Abgeordnete | PSOE | 221.976 | 52,22 % | 3 | = |
| Badajoz 6 Abgeordnete | PP   | 178.182 | 41,91 % | 3 | = |
| Cáceres 4 Abgeordnete | PSOE | 139.216 | 52,01 % | 2 | = |
| Cáceres 4 Abgeordnete | PP   | 112.789 | 42,14 % | 2 | = |

| La Coruña 8 Abgeordnete (einer weniger als in den Parlamentswahlen 2004) | PP         | 303.364 | 43,29 % | 4 | =  |
| La Coruña 8 Abgeordnete (einer weniger als in den Parlamentswahlen 2004) | PSdeG-PSOE | 279.527 | 39,89 % | 3 | −1 |
| La Coruña 8 Abgeordnete (einer weniger als in den Parlamentswahlen 2004) | BNG        | 87.406  | 12,47 % | 1 | =  |
| Lugo 4 Abgeordnete                                                       | PP         | 105.383 | 45,57 % | 2 | =  |
| Lugo 4 Abgeordnete                                                       | PSdeG-PSOE | 92.362  | 39,94 % | 2 | =  |
| Ourense 4 Abgeordnete                                                    | PP         | 105.198 | 48,06 % | 2 | −1 |
| Ourense 4 Abgeordnete                                                    | PSdeG-PSOE | 82.373  | 37,63 % | 2 | +1 |
| Pontevedra 7 Abgeordnete                                                 | PP         | 256.819 | 44,20 % | 3 | =  |
| Pontevedra 7 Abgeordnete                                                 | PSdeG-PSOE | 229.747 | 39,54 % | 3 | =  |
| Pontevedra 7 Abgeordnete                                                 | BNG        | 69.784  | 12,01 % | 1 | =  |

| La Rioja 4 Abgeordnete | PP   | 91.783 | 49,59 % | 2 | = |
| La Rioja 4 Abgeordnete | PSOE | 80.678 | 43,59 % | 2 | = |

| Madrid 35 Abgeordnete | PP   | 1.723.370 | 49,34 % | 18 | +1 |
| Madrid 35 Abgeordnete | PSOE | 1.377.996 | 39,45 % | 15 | −1 |
| Madrid 35 Abgeordnete | IU   | 163.633   | 4,69 %  | 1  | −1 |
| Madrid 35 Abgeordnete | UPyD | 131.242   | 3,76 %  | 1  | +1 |

| Melilla 1 diputado | PP | 15.510 | 49,22 % | 1 | = |

| Murcia 10 Abgeordnete (einer mehr als in den Parlamentswahlen 2004) | PP   | 467.467 | 61,43 % | 7 | +1 |
| Murcia 10 Abgeordnete (einer mehr als in den Parlamentswahlen 2004) | PSOE | 247.858 | 32,57 % | 3 | =  |

| Navarra 5 Abgeordnete | UPN-PP | 131.618 | 39,29 % | 2 | = |
| Navarra 5 Abgeordnete | PSOE   | 115.837 | 34,58 % | 2 | = |
| Navarra 5 Abgeordnete | Na-Bai | 62.073  | 18,53 % | 1 | = |

| Álava 4 Abgeordnete                                                    | PSE-EE  | 69.180  | 40,76 % | 2 | =  |
| Álava 4 Abgeordnete                                                    | PP      | 44.937  | 26,48 % | 1 | =  |
| Álava 4 Abgeordnete                                                    | EAJ/PNV | 31.844  | 18,76 % | 1 | =  |
| Guipúzcoa 6 Abgeordnete                                                | PSE-EE  | 125.659 | 38,90 % | 3 | +1 |
| Guipúzcoa 6 Abgeordnete                                                | EAJ-PNV | 76.891  | 23,80 % | 2 | =  |
| Guipúzcoa 6 Abgeordnete                                                | PP      | 46.982  | 14,54 % | 1 | =  |
| Guipúzcoa 6 Abgeordnete                                                | EA      |         |         | – | −1 |
| Vizcaya 8 Abgeordnete (einer weniger als in den Parlamentswahlen 2004) | PSE-EE  | 230.728 | 36,95 % | 4 | +1 |
| Vizcaya 8 Abgeordnete (einer weniger als in den Parlamentswahlen 2004) | EAJ-PNV | 194.511 | 31,15 % | 3 | −1 |
| Vizcaya 8 Abgeordnete (einer weniger als in den Parlamentswahlen 2004) | PP      | 114.783 | 18,38 % | 1 | −1 |

#### Parteien im Einzelnen
Der stark polarisierende Wahlkampf brachte das erwartete Ergebnis: die beiden großen gesamtspanischen Parteien PSOE und PP verzeichneten Zuwächse (PSOE in relativen Zahlen leicht, PP stark). In Bezug auf die Sitzverteilung veränderte sich der Vorsprung der PSOE jedoch nicht.
Die bürgerliche Regionalpartei CiU, die nur in den vier Provinzen Barcelona, Girona, Lleida und Tarragona der Autonomen Gemeinschaft Katalonien antrat, erreichte dort 20,98 % und konnte ihr Ergebnis von 2004 leicht verbessern. Sie erreichte nach der Partit dels Socialistes de Catalunya (PSC) (45,33 %, +5,86 Prozentpunkte), dem katalanischen Ableger der Sozialisten, Platz zwei.
Die Esquerra Republicana de Catalunya, eine separatistische Mittelinkspartei, trat nur in den beiden autonomen Gemeinschaften Katalonien und Valencia an. Valencia wird von den Anhängern des katalanischen Linksnationalismus als Teil Groß-Kataloniens angesehen. In beiden Gemeinschaften erlitt sie Verluste. In Katalonien – wo sie zum Wahlzeitpunkt noch in einer Koalition mitregierte – stürzte sie von 15,89 % auf 7,86 % ab und verlor 5 ihrer 8 Sitze. In Valencia ging sie von ohnehin schon unbedeutenden 0,50 % auf 0,24 % zurück.
Die beiden kleinen gesamtspanischen Parteien, nämlich das Linksbündnis Izquierda Unida (IU) und die neugegründete Unión Progreso y Democracia (UPyD), bekamen die Strukturen des spanischen Wahlsystems negativ zu spüren. Zwar wird nach Verhältniswahlrecht gewählt, jedoch sind die Wahlkreise, die den Provinzen entsprechen, sehr klein. Das D’Hondt-Verfahren verschlechtert die Chancen der dritten bzw. vierten Partei in einem Wahlkreis weiter. Ohne regionale Hausmacht ist es für sie schwer, Mandate zu gewinnen. Die Kongressmandate der IU wurden mehr als halbiert. Als Konsequenz aus dem Wahlergebnis kündigte ihr Vorsitzender („Coordinador General“) Gaspar Llamazares noch am Wahlabend an, nicht erneut für den Parteivorsitz zu kandidieren. Die UPD, die zum ersten Mal antrat und sich als liberale Alternative der Mitte zur PP auf der rechten und zur PSOE auf der linken Seite versteht, errang dennoch mit einem Mandat (Wahlkreis Madrid, 3,76 %) einen Achtungserfolg. Durch die Größe des Wahlkreises Madrid mit 35 Mandaten ist es hier auch entsprechend einfacher ein Mandat zu erreichen, reicht doch ein 1/35 der Wählerstimmen für ein Mandat. In kleinen Provinzen mit nur vier Mandaten, benötigt eine Partei jedoch 25 % der Wählerstimmen.
Die baskischen Nationalisten (EAJ-PNV) und die linksnationalistische baskische Partei Eusko Alkartasuna wurden vom Wähler abgestraft. Inwieweit dies eine Reaktion auf das Attentat vom 7. März war oder ob das Ergebnis nur den allgemeinen Trend gegen baskischen Parteien widerspiegelt, ist nicht klar. Die Wahlbeteiligung im Baskenland war jedoch sehr niedrig.

### Senat
Der Spanische Senat (Senado) ist das Oberhaus des spanischen Parlamentes und die Territorialvertretung ähnlich dem Deutschen und Österreichischem Bundesrat und dem Schweizer Ständerat. 208 Senatoren wurden am 9. März 2008 direkt vom Volk gewählt. Hinzu kommen weitere von den Parlamenten der Autonomen Gemeinschaften Spaniens in den Senat entsandte Mitglieder (ein Senator je eine Million Einwohner). Dies sind in der IX. Legislatur 56.
Die Direktwahl erfolgt in Wahlkreisen, die mit den Provinzen übereinstimmen (bis auf die Balearen und Kanaren, wo Wahlkreis die einzelnen Inseln sind). In den Provinz-Wahlkreisen werden jeweils – unabhängig von der Bevölkerungszahl – vier Senatoren gewählt, wobei jeder Wähler drei Personenstimmen vergeben und jede Partei drei Kandidaten benennen kann. Der Anhänger einer Partei wird in der Regel seine Stimmen den drei Kandidaten „seiner“ Partei geben. Dies führt normalerweise dazu, dass die drei Kandidaten der stärksten Partei in der Provinz mehr Stimmen erhalten als der bestplatzierte Kandidat der zweitstärksten Partei. In der ganz überwiegenden Zahl der Fälle wird daher die stärkste Partei drei Senatoren und die zweitstärkste Partei einen für die Provinz stellen. Bei den Wahlen 2008 war dies in allen Provinzen bis auf Ciudad Real der Fall. Es liegt daher eine Form der Mehrheitswahl vor.
Die Zusammensetzung der von den Regionalparlamenten entsandten Senatoren kann sich während der Legislatur ändern (wenn während der Legislaturperiode neue Regionalparlamente gewählt werden), deshalb wird im Folgenden nur die Zusammensetzung des Senats zu Beginn der Legislatur im März 2008 wiedergegeben:

Wahlkreise 2004
Wahlkreise 2008
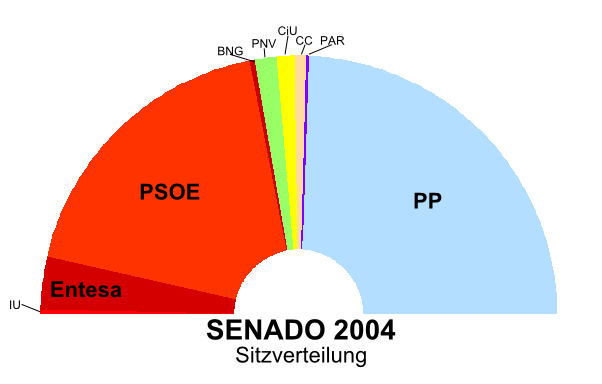
Sitzverteilung 2004
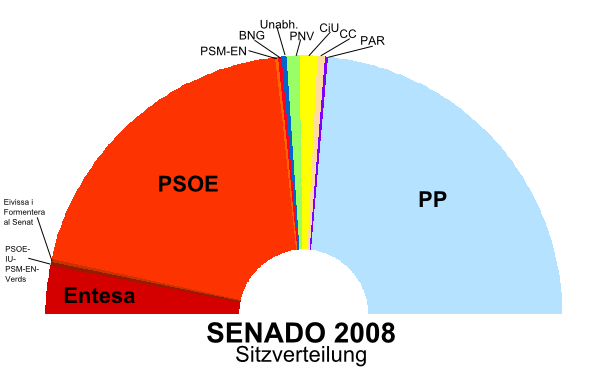
Sitzverteilung 2008

| ← Zusammensetzung Senat, März 2008 →     |                  |        |                      |        |                    |
| Fraktion                                 | Senatoren gesamt | Partei | Senatoren Direktwahl | Partei | Senatoren indirekt |
| Partido Popular (PP)                     | 124              |        | 101                  |        | 23                 |
| Partido Socialista Obrero Español (PSOE) | 105              |        | 86                   |        | 19                 |
| Entesa Catalana de Progrés               | 16               |        | 12                   |        | 4                  |
| Convergència i Unió (CiU)                | 7                |        | 4                    |        | 3                  |
| Partido Nacionalista Vasco (EAJ-PNV)     | 4                |        | 2                    |        | 2                  |
| Sammelfraktion (Grupo Mixto)             | 8                | CC     | 1                    | CC     | 1                  |
| Sammelfraktion (Grupo Mixto)             | 8                | PSOE   | 1                    | PSM-EN | 1                  |
| Sammelfraktion (Grupo Mixto)             | 8                | Unabh. | 1                    | Unabh. | 1                  |
| Sammelfraktion (Grupo Mixto)             | 8                |        |                      | BNG    | 1                  |
| Sammelfraktion (Grupo Mixto)             | 8                |        |                      | PAR    | 1                  |

## Regierungsbildung
Am 11. April 2008 wurde Rodríguez Zapatero im zweiten Wahlgang, bei dem die einfache Mehrheit ausreichte, vom Abgeordnetenhaus zum Ministerpräsidenten gewählt.
| Kandidat                     | Datum                                                |            |     |     |   |    | EAJ |   |   |   |   |   | Ergebnis |
| ---------------------------- | ---------------------------------------------------- | ---------- | --- | --- | - | -- | --- | - | - | - | - | - | -------- |
| José Luís Rodríguez Zapatero | 9. April 2008 notwendig: absolute Mehrheit (176/350) | Ja         | 168 |     |   |    |     |   |   |   |   |   | 168/350  |
| José Luís Rodríguez Zapatero | 9. April 2008 notwendig: absolute Mehrheit (176/350) | Nein       |     | 154 |   |    |     | 1 | 3 |   |   |   | 158/350  |
| José Luís Rodríguez Zapatero | 9. April 2008 notwendig: absolute Mehrheit (176/350) | Enthaltung |     |     | 2 | 10 | 6   |   |   | 2 | 2 | 1 | 23/350   |
| José Luís Rodríguez Zapatero | 9. April 2008 notwendig: absolute Mehrheit (176/350) | Abwesend   | 1   |     |   |    |     |   |   |   |   |   | 1/350    |
| José Luís Rodríguez Zapatero |                                                      |            |     |     |   |    |     |   |   |   |   |   |          |
| José Luís Rodríguez Zapatero | 11. April 2008 notwendig: einfache Mehrheit          | Ja         | 169 |     |   |    |     |   |   |   |   |   | 169/350  |
| José Luís Rodríguez Zapatero | 11. April 2008 notwendig: einfache Mehrheit          | Nein       |     | 154 |   |    |     | 1 | 3 |   |   |   | 158/350  |
| José Luís Rodríguez Zapatero | 11. April 2008 notwendig: einfache Mehrheit          | Enthaltung |     |     | 2 | 10 | 6   |   |   | 2 | 2 | 1 | 23/350   |

## Wahlen in der Autonomen Gemeinschaft Andalusien
In der Autonomen Gemeinschaft Andalusien wählten am 9. März 2008 6.234.104 Bürger (davon 144.007 im Ausland) das Regionalparlament. Der Präsident Andalusiens Manuel Chaves errang dabei mit seiner PSOE trotz Verlusten erneut die absolute Mehrheit und kann nach 18 Jahren im Amt weiterregieren. Die PSOE erreichte 56 (−5) der 109 Sitze, die PP erreichte 47 (+10). Die Listenverbindung Izquierda Unida-Los Verdes-Convocatoria por Andalucía erreichte 6 Sitze. Die regionalistische Coalicíon Andalusista verlor alle ihre 5 Sitze und ist nicht mehr im Regionalparlament vertreten.